# 10787 Ottoburkard
10787 Ottoburkard (1991 TL3) là một tiểu hành tinh vành đai chính được phát hiện ngày 4 tháng 10 năm 1991 bởi L. D. Schmadel và F. Borngen ở Tautenburg. It was named for Otto M. Burkard, a professor of meteorology và geophysics ở University of Graz.